# Brian Benning
Brian Anthony Benning, född 10 juni 1966, är en kanadensisk före detta professionell ishockeyback som tillbringade elva säsonger i den nordamerikanska ishockeyligan National Hockey League (NHL), där han spelade för ishockeyorganisationerna St. Louis Blues, Los Angeles Kings, Philadelphia Flyers, Edmonton Oilers och Florida Panthers. Han producerade 296 poäng (63 mål och 233 assists) samt drog på sig 963 utvisningsminuter på 568 grundspelsmatcher. Han spelade också på lägre nivå för Portland Winter Hawks och Kamloops Blazers i Western Hockey League (WHL).
Benning draftades i andra rundan i 1984 års draft av St. Louis Blues som 26:e spelare totalt.
Han är far till ishockeyspelaren Matthew Benning som spelar just för Edmonton Oilers och yngre bror till Jim Benning som är general manager för Vancouver Canucks och spelade själv i NHL under sin aktiva spelarkarriär.

## Statistik
| 1981–1982  | St. Albert Saints               | AJHL       | 3   | 0  | 2   | 2   | 14  | —  | — | —  | —  | —  |
| 1982–1983  | St. Albert Saints               | AJHL       | 57  | 8  | 38  | 46  | 81  | —  | — | —  | —  | —  |
| 1983–1984  | Portland Winter Hawks           | WHL        | 38  | 6  | 41  | 47  | 108 | —  | — | —  | —  | —  |
| 1984–1985  | St. Louis Blues                 | NHL        | 4   | 0  | 2   | 2   | 0   | —  | — | —  | —  | —  |
|            | Kamloops Blazers                | WHL        | 17  | 3  | 18  | 21  | 26  | —  | — | —  | —  | —  |
| 1985–1986  | St. Louis Blues                 | NHL        | —   | —  | —   | —   | —   | 6  | 1 | 2  | 3  | 13 |
|            | Kanadas herrlandslag i ishockey |            | 60  | 6  | 13  | 19  | 43  | —  | — | —  | —  | —  |
| 1986–1987  | St. Louis Blues                 | NHL        | 78  | 13 | 36  | 49  | 110 | 6  | 0 | 4  | 4  | 9  |
|            | Kanadas herrlandslag i ishockey |            | 20  | 1  | 4   | 5   | 22  | —  | — | —  | —  | —  |
| 1987–1988  | St. Louis Blues                 | NHL        | 77  | 8  | 29  | 37  | 107 | 10 | 1 | 6  | 7  | 25 |
| 1988–1989  | St. Louis Blues                 | NHL        | 66  | 8  | 26  | 34  | 102 | 7  | 1 | 1  | 2  | 11 |
| 1989–1990  | St. Louis Blues                 | NHL        | 7   | 1  | 1   | 2   | 2   | —  | — | —  | —  | —  |
|            | Los Angeles Kings               | NHL        | 48  | 5  | 18  | 23  | 104 | 7  | 0 | 2  | 2  | 10 |
| 1990–1991  | Los Angeles Kings               | NHL        | 61  | 7  | 24  | 31  | 127 | 12 | 0 | 5  | 5  | 6  |
| 1991–1992  | Los Angeles Kings               | NHL        | 53  | 2  | 30  | 32  | 99  | —  | — | —  | —  | —  |
|            | Philadelphia Flyers             | NHL        | 22  | 2  | 12  | 14  | 35  | —  | — | —  | —  | —  |
| 1992–1993  | Philadelphia Flyers             | NHL        | 37  | 9  | 17  | 26  | 93  | —  | — | —  | —  | —  |
|            | Edmonton Oilers                 | NHL        | 18  | 1  | 7   | 8   | 59  | —  | — | —  | —  | —  |
| 1993–1994  | Florida Panthers                | NHL        | 73  | 6  | 24  | 30  | 107 | —  | — | —  | —  | —  |
| 1994–1995  | Florida Panthers                | NHL        | 24  | 1  | 7   | 8   | 18  | —  | — | —  | —  | —  |
| NHL totalt | NHL totalt                      | NHL totalt | 568 | 63 | 233 | 296 | 963 | 48 | 3 | 20 | 23 | 74 |
| WHL totalt | WHL totalt                      | WHL totalt | 55  | 9  | 59  | 68  | 134 | —  | — | —  | —  | —  |